# Homoparentalita

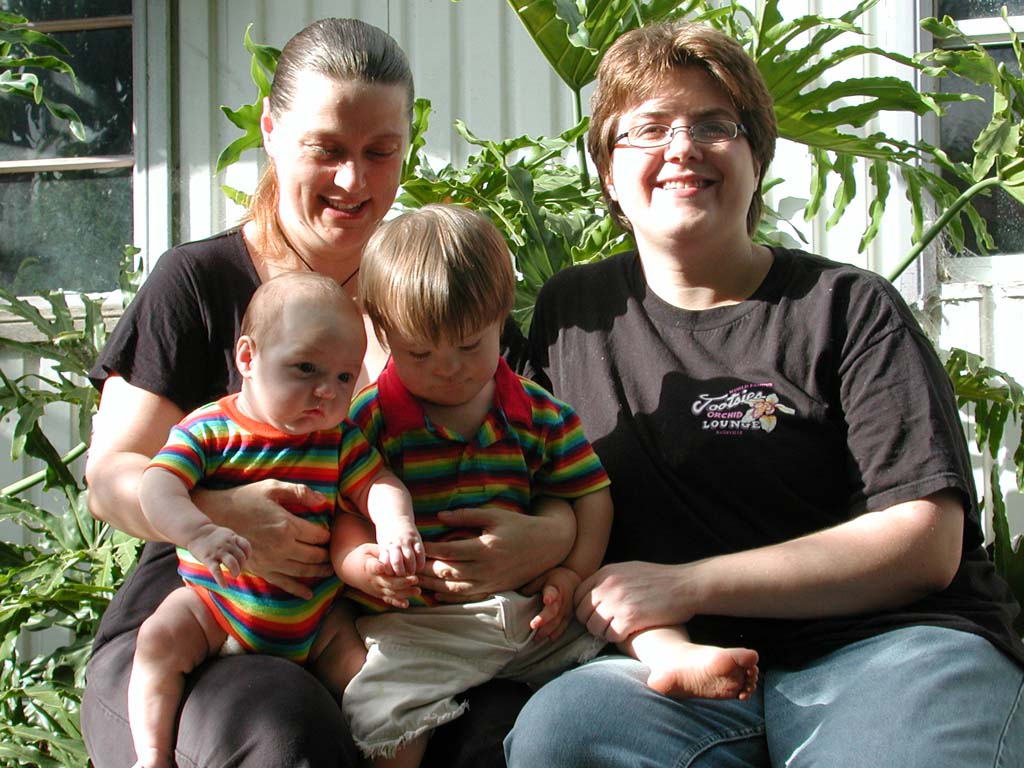
Homoparentální (lesbická) rodina na Novém Zélandu

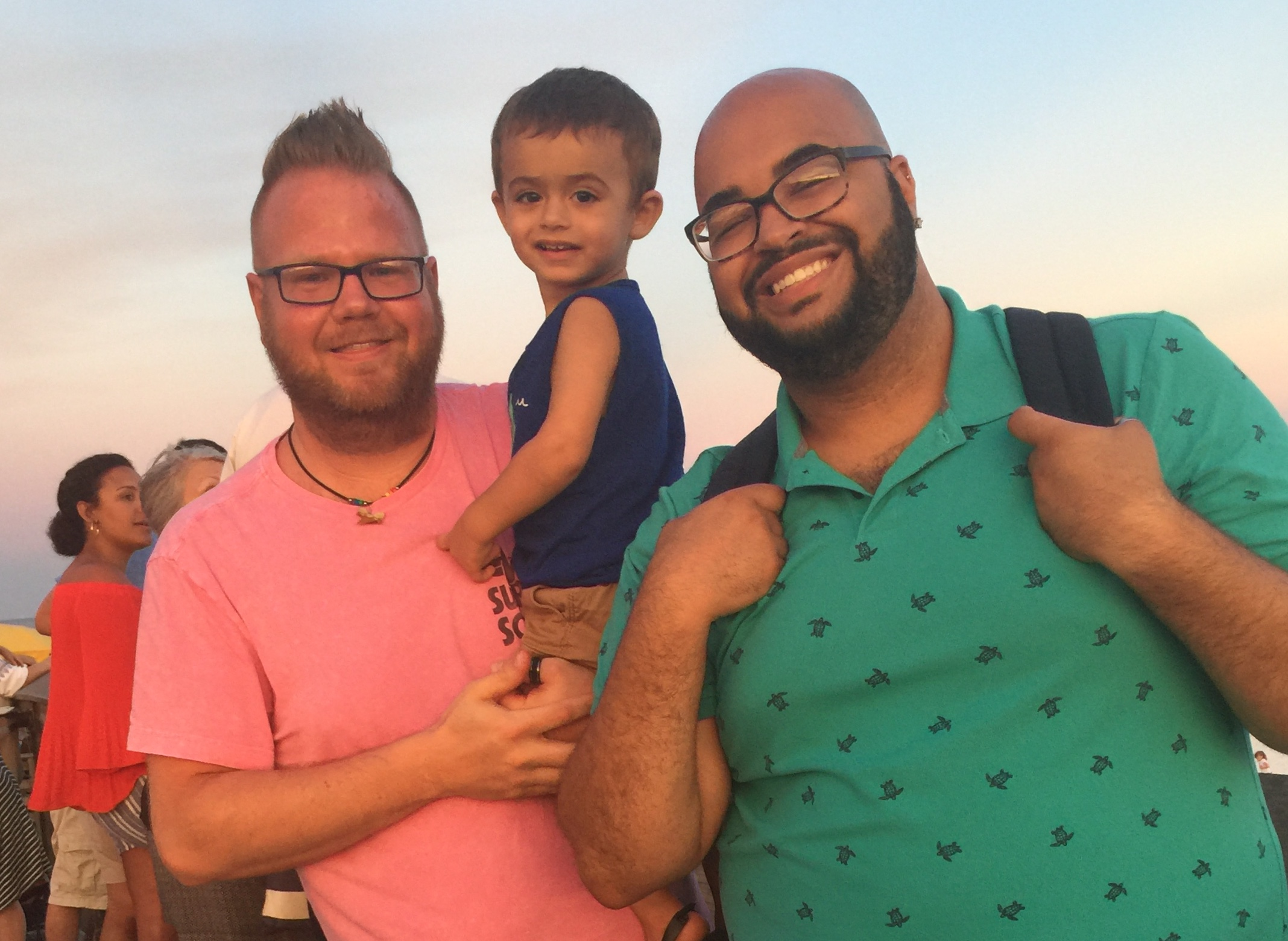
Partneři se synem na Floridě

Homoparentalita je termín, kterým se označuje rodičovství leseb a gayů, tedy výchova dětí rodinami homosexuálních partnerů nebo jedinci s homosexuální orientací. Odvozeným výrazem je homoparentální rodina, který zahrnuje takové rodinné modely nebo domácnosti, v nichž se nacházejí dospělé osoby stejného pohlaví, jež mají homosexuální orientaci, a obvykle nezletilé děti. Za terminologicky korektní je též považován výraz rodina homosexuálních partnerů.
Homoparentální rodiny svojí povahou narušují tzv. tradiční představy o rodičovství (gay otcové více než lesbické matky) a zároveň i koncept gay a lesebické identity, vnímané často jako bezdětné. Mohou být zakládány např. přivedením dítěte do vztahu z předchozího heterosexuálního vztahu, osvojením, svěřením do pěstounské péče nebo poručenství, umělým oplodněním či náhradním mateřstvím. Výchova dětí stejnopohlavními páry je společensky méně akceptována než samotné jejich soužití a ve veřejném diskurzu představuje kontroverzní téma.
Sociální vědy se jednoznačně a konzistentně shodují na tom, že stejnopohlavní páry nejsou méně schopné než heterosexuální páry vytvářet milující, oddané vztahy a rovněž nejsou méně schopné vychovávat děti a poskytovat jim stabilní rodiny. Stovky studií během posledních více než třiceti let objasnily faktory spojené se zdravým přizpůsobením u dětí a dospívajících, to znamená vlivy umožňující jim dobře fungovat v každodenním životě. Nashromážděné empirické důkazy vysvětlují přizpůsobení dětí stejnými faktory bez ohledu na rozdílnost rodinného uspořádání, přičemž sexuální orientace rodičů a jejich biologická příbuznost mají ve srovnání s ostatními proměnnými pouze malý nebo žádný význam. Výzkum rodičů, kteří jsou gayi, lesbami nebo bisexuály, zahrnuje desítky empirických studií. Jejich zjištění shrnují přehledy empirické literatury publikované v respektovaných recenzovaných žurnálech a akademických knihách. Hrstka zdrojů naznačujících, že rodiče stejného pohlaví mohou mít negativní vliv na děti, trpí podle autorit závažnými metodologickými chybami a nereflektuje současný stav vědeckého poznání.
Podle vyjádření Americké asociace sociologů pro Nejvyšší soud Spojených států amerických v roce 2015 se společenské vědy jednoznačně a konzistentně shodují na tom, že děti vychovávané rodiči stejného pohlaví se mají stejně dobře jako děti rodičů odlišného pohlaví a tento konsensus je podložen mnoha spolehlivými studiemi, přičemž obavy veřejnosti o děti stejnopohlavních rodičů nepřekonají nálezy sociálních vědců, které vycházejí z „mnoha důvěryhodných studií včetně státně reprezentativních vzorků“. Podle Americké asociace sociologů nepodložené obavy o děti stejnopohlavních rodičů nepřekonají fakta dokumentující, že se dětem stejnopohlavních rodičů vede stejně dobře jako dětem různopohlavních rodičů, a neospravedlňují zachování zákazu manželství pro stejnopohlavní páry.
Podle profesora vývojové psychologie Michaela Lamba z Univerzity v Cambridgi se vědecká komunita shoduje na tom, že sexuální orientace rodičů nemá žádný vliv na přizpůsobení dětí a dospívajících. Řada organizací zastupujících odborníky na duševní zdraví a péči o děti vydala prohlášení, která potvrzují, že rodiče stejného pohlaví jsou při výchově dobře přizpůsobených dětí a dospívajících stejně efektivní jako heterosexuální rodiče a neměli by čelit diskriminaci.

## Vznik a použití termínu
Termín homoparentalita (homoparentalité) byl poprvé použit v druhé polovině 90. let 20. století francouzskými aktivisty s poukazem na to, že lépe vystihuje specifickou kvalitu tohoto rodinného modelu a neomezuje se na pouhé konstatování homosexuality rodičů. Od té doby se postupně rozšířil i v odborném povědomí.
S ohledem na značnou variabilitu tohoto rodinného systému dochází k obtížím s jeho označováním. V odborné literatuře se objevují např. termíny jako lesbigay rodiny, častěji lesbické rodiny, gay rodiny, příp. homosexuální rodiny. Toto pojmosloví však podléhá též kritice, neboť implicitně připisuje stejnopohlavní orientaci všem členům rodiny včetně dětí. Navrhovanými anglickými ekvivalenty jsou tedy např. lesbian led family, lesbian headed family či lesbian parented family a odpovídající termíny se užívají též pro gay rodiny nebo obecně stejnopohlavní rodiny.
Potíž nastává též s označováním nebiologického rodiče a odborná literatura je velmi nejednotná. Objevuje se široké spektrum užívaných výrazů: sociální matka/rodič, nebiologická matka, nebiologický rodič, negenetická matka, případně psychologická matka, druhá matka. Obdobně se terminologie ještě vyvíjí i v angličtině: co-mother, co-parent partner, co-parent, nonlegal mother. Ostatně i v češtině dávno zdomácnělý přívlastek nevlastní rodič, rodina, dítě v sobě rovněž skrývá psychologický problém, který ovšem platí i pro případ heterosexuálních rodičů.

## Rodina a homosexuální identita
S proměnou rodiny v posledních desetiletích a s jejím vzdalováním se ustálenému tradičnímu – konzervativnímu či ještě patriarchálnímu – modelu se proměňoval i koncept mateřství, které už dlouho[kdy?][zdroj⁠?!] nepředstavuje pro ženu jediný základ jejího sociálního statusu a identity. Rodiny s jedním rodičem už nejsou nutně jen výsledkem nevydařeného manželství, ale i racionální volby. Běžné jsou rodiny nesezdaných rodičovských párů nebo různé formy nevlastních rodin. Přesto je za ideální rodinu vhodnou pro výchovu dětí nadále považován genderově diferencovaný rodičovský pár (maskulinní biologický muž a femininní biologická žena). Gay a lesbické rodiny tento koncept svojí existencí narušují, a představují tak příklad rozostřování rysů tradičního rodinného uspořádání. Zároveň narušují i koncept samotné gay a lesbické identity, která bývá považována za neslučitelnou s rodičovskou rolí.
Rodičovství bývá vnímáno v rámci tří rovin rodičovské role: biologické, psychosociální a právní, přičemž v tradičním pojetí rodiny tvoří tyto roviny jednotný celek, což ovšem v současné době už mnohdy neplatí. Podle některých názorů hraje při budování psychologických a sociálních vztahů důležitější roli svobodná volba než biologická vazba či právní zakotvení. Někteří autoři hovoří o nové formě tzv. rodin volby (families of choice), přičemž chápou jako rodinu i taková soužití, která nejsou tradičně založená na pokrevní a formální příbuznosti, nýbrž na přátelských vazbách a sdílení závazků. Takovéto rodiny jsou nuceny tvořit vlastní normy a pravidla tam, kde nejsou dostupné nebo použitelné zavedené sociální standardy.
Gayové a lesby za svou rodinu dlouho považovali sociální společenství přátel, které jim nahrazovalo původní biologické příbuzenské sítě, narušené mnohdy v důsledku jejich coming outu (viz níže koncept families of choice). S ohledem na společenskou neakceptaci znamenal život s přiznanou homosexuální identitou rezignaci na rodičovství. Některé radikální příslušnice lesbického hnutí dokonce mateřství odmítaly jako jeden z nástrojů útlaku žen. Touha po naplnění rodičovské role jinak vedla ke snaze svou orientaci potlačit a ke vstupu do heterosexuálních svazků. V 70. letech 20. století však dochází k zásadní proměně chápání rodiny i společenského postavení leseb a gayů. Emancipace žen přinesla i jejich zvýšenou nezávislost a rozvodovost, což přispělo k vytváření nových stejnopohlavních vztahů. Zviditelňují se soudní rozvodová řízení řešící otázku svěření dětí do péče matek utvářejících lesbické páry. Objevují se tzv. otevřené lesbické rodiny, v nichž se rodičovství stává součástí lesbické identity. V 80. letech se přidal vliv rozvíjejících se technologií asistované reprodukce. V té době se začíná mluvit i o tzv. plánovaných rodinách lesbických matek/gay otců, kdy se děti rodí plánovaně do vztahů osob s akceptovanou homosexuální identitou.

## Právní rozměr homoparentality

Právo na adopce dětí stejnopohlavními páry v Evropě
Zákon povoluje společnou adopci i adopci dítěte partnera
Zákon povoluje adopci dítěte partnera
Zákon povoluje individuálni adopci
Situace neznámá nebo nejednoznačná

Právo na adopce dětí stejnopohlavními páry v Severní Americe
Zákon povoluje společnou adopci i adopci dítěte partnera
Zákon povoluje adopci dítěte partnera
Zákonem výslovně zakázáno
Situace neznámá nebo nejednoznačná

Česká republika patří mezi země, jejichž právní řád pojímá homosexualitu jako rovnoprávnou variantu sexuální orientace. Od roku 2006 zde platí zákon o registrovaném partnerství, který umožňuje formalizaci partnerských svazků gayů a lesbických žen. Otázka rodičovských práv partnerů a dětí vyrůstajících v homoparentálních rodinách však není legislativně řešena. Zákony výchovu dětí stejnopohlavními páry nezakazují, ani nijak nepodporují a specificky neupravují.

### Osvojení
Občanský zákoník stanovuje, že uchazečem o individuální adopci (individual adoption) se může stát jednotlivec bez ohledu na jeho sexuální orientaci, vylučuje pouze příbuzného v přímé linii nebo sourozence osvojence (§ 799 a 804 OZ), avšak zákon o registrovaném partnerství z osvojení dítěte původně vylučoval osoby v partnerství.
Tento stav byl obhájci rodičovských práv gayů a leseb považován za diskriminační a Rada vlády pro lidská práva v roce 2009 navrhla vládě odstranění zákazu (vláda se však podnětem do konce svého funkčního období nezabývala). V roce 2010 svolal tehdejší ministr Michael Kocáb kolokvium k individuálním adopcím dětí registrovanými partnery, které ve svém závěru doporučila ministrovi podnět vládě předložit tak, jak ho v usnesení vyzvala Rady pro lidská práva, nicméně sám Kocáb byl dle svých slov překvapen, že dětští psychologové a psychiatři jsou proti a chtěl uskutečnit ještě jedno kolokvium, kde by byli jen psychologové a psychiatři. Na to v jeho ministerské kariéře již nedošlo. Někteří politici jsou tradičně proti takovým záměrům, např. tehdejší poslankyně a dnes europoslankyně Michaela Šojdrová.
Změnu přinesla až soudní moc. V červnu 2016 Ústavní soud zrušil ustanovení § 13 odst. 2 zákona o registrovaném partnerství, které osvojení bránilo, neboť jej shledal rozporným s právem na lidskou důstojnost, s právem na soukromý život a se zákazem diskriminace.
Ze společné adopce (joint adoption) jsou v českém právu stejnopohlavní páry nicméně vyloučeny, protože je zákonem povolena jen manželským párům (§ 800 OZ). Stejnopohlavní páry mohou adoptovat děti v jiných státech, např. Belgie, Chorvatsko, Nizozemí, Španělsko, Švédsko, Velká Británie či Dánsko.
Specifickou záležitostí je adopce dítěte partnerky či partnera (second-parent adoption, step-child adoption), kdy jde o právní ošetření již fakticky existujícího vztahu. Český právní systém takovou úpravu neumožňuje. Umožňují ji např. Belgie, Dánsko, Německo, Island, Nizozemí, Norsko, Španělsko, Švédsko, Velká Británie a Slovinsko. Český zákon o registrovaném partnerství však stanovuje oběma partnerům povinnost podílet se na výchově dětí ve společné domácnosti.

### Jiné právní formy vzniku homoparentálních rodin
Zvláštním případem je rozhodování soudu o svěření dítěte do péče v rozvodovém řízení manželů, z nichž jeden je homosexuální. Právě tyto soudní pře stály u zrodu psychologického odborného zájmu o homoparentalitu. V ČR však neexistují žádná oficiální data o rozhodování soudů v této záležitosti.
Pro pěstounskou péči nepředstavuje status registrovaného partnera zákonnou překážku, je však povolena jen individuálně. Z praxe tuto možnost dokládá rozhodnutí ministerstva práce a sociálních věcí z května 2011 o přidělení dítěte do péče jednoho z registrovaných partnerů. Do společné pěstounské péče však mohou dítě v ČR získat pouze manželé. V zahraničí je společná pěstounská péče stejnopohlavních párů umožněna např. v Belgii, Dánsku, Finsku, Francii, Nizozemí, Norsku, Švédsku a na Islandu.
Zákon o specifických zdravotních službách nedovoluje umělé oplodnění ženám bez mužského partnera. Umožněno je pouze heterosexuálním párům (i nesezdaným), které mají potíže s početím. Umělé oplodnění pro lesbické páry či ženy bez partnera umožňují např. Belgie, Dánsko, Finsko, Nizozemí, Španělsko, Švédsko, Velká Británie a některé státy USA.
Institut náhradního mateřství (surrogacy) představuje situaci, kdy jedna z partnerek daruje vajíčko, které po oplodnění známým či neznámým dárcem nosí a porodí druhá partnerka. Využití náhradní matky umožňuje vznik biologického rodičovství i jednomu z gay partnerů. V českém právním řádu však tento institut není nijak upraven.

## Prevalence gay a lesbického rodičovství
Zjištění přesných údajů o zastoupení homosexuálně orientovaných lidí v populaci je problematické; odhady se pohybují nejčastěji mezi 1 a 5 %. Nedostatečná znalost těchto údajů se pak multiplikuje i při snaze o určení zastoupení homoparentálních rodin. Americké studie udávají, že rodičem je každá pátá lesba a každý desátý gay. Současně upozorňují, že jejich data nepokrývají všechny typy gay a lesbických rodičů, záleží na definici takových rodičů. Při sčítání lidu USA v roce 2000 uvedlo 34 % lesbických párů a 22 % gay párů, že sdílí domácnost s dítětem mladším 18 let (což nezahrnuje rodiče žijící aktuálně bez partnera). Výzkum z roku 2007 uvádí, že 38 % lesbických párů a 20 % gay párů vychovávalo alespoň jedno dítě, přičemž třetina dětí se narodila již do stejnopohlavního vztahu.
V ČR výzkumy tohoto charakteru spíše chybí. O homoparentálních rodinách se dozvídáme spíše z kvalitativních studií, odhadů či jednotlivých veřejných výpovědí. Ve výzkumu lesbické komunity z roku 1997 vyjádřilo 37 % respondentek touhu v budoucnu dítě vychovávat, přičemž jako způsob početí uváděly nejčastěji využití asistované reprodukce a pohlavní styk se známým mužem. V kvalitativním výzkumu z roku 2009 si 24 ze 30 dotazovaných gayů přálo mít děti, ať už své, nebo alespoň adoptované. Ze zbylých šesti pak ještě jeden další uvedl, že „možná“, ale teď o tom neuvažuje. Kvantitativní studie na online vzorku (n=750) z roku 2016 uvádí poměrně vysoké důležitost rodičovství u bisexuálních žen (77 %) a trochu nižší u bisexuálních mužů (63 %). Poměrně nízká míra se objevuje u gay mužů (26 %). (Data za lesbické ženy jsou neprůkazná kvůli malému počtu ve vzorku.) Studie také uvádí určitý propad mezi touhami ("chtěl(a) bych") a intencí (záměrem se rodiči stát) a uvádí váhu jednotlivých bariér v dosažení rodičovství. Ze Síčtání lidu 2011 vyplývalo, že v domácnostech vedených párem stejného pohlaví žilo 925 dětí (z toho 46 v registrovaných partnerstvích, tedy jen necelých 5 % ze všech). Sociolog Zdeněk Sloboda podle dat ministerstva vnitra z dubna 2020 uvádí, že lidé v registrovaném partnerství měli 524 dětí, přičemž z toho se 34 narodilo po založení partnerství, 206 bylo ve věku 1 až 18 let a dalších 122 ve věku do 26 let. Není ale z dat jasné, jestli tyto děti žijí v domácnosti registrovaného páru nebo do ni alespoň částečně docházejí. Sloboda v roce 2016 odhaduje asi 2 tisíce dětí žijicích se stejnopohlavními páry.

## Společenské postoje
Významnou roli při formování postojů společnosti mají na prvním místě společenské hodnoty. Postoje k homoparentalitě jsou v současné době zakotveny ve společensky sdíleném pojetí rodiny a manželství, nicméně vždy souvisí především s hodnotovými postoji k homosexualitě a sexualitě obecně. Přitom rodina a manželství mají současně několik dimenzí, a to především právní, kulturní a biologickou, jež se do postojů k homoparentalitě promítají. Podle interpretace V. Sokolové je společenská otázka stejnopohlavního rodičovství „lakmusovým papírkem tolerance společnosti, její schopnosti dobrat se podstaty vlastních předsudků a stereotypů a reagovat na ně.“ Stěžejní význam výchovy dětí pro formování negativního postoje k homosexualitě obecně byl reflektován také ve výzkumu M. Vaculíka a P. Červenkové (2005).
V obecné rovině lze říci, že společenské postoje k homosexualitě se pohybují v trojúhelníku tří obecnějších procesů: regulace, odmítnutí a uznání. Významnou roli při pochopení proměňujících se postojů a vnímání manželství a rodiny stejnopohlavních párů mají také obecné sociální a ekonomické změny, kterými procházejí současné společnosti nejen na Západě, a které značně proměňují společenské, ekonomické, ale i psychologické funkce a významy rodiny a manželství. Zmíněné společenské změny vyvolávají pochopitelně celou škálu odlišných reakcí v rámci společenské reflexe i v rámci konkrétního vnímání a zakoušení těchto změn. V každém případě představuje otázka stejnopohlavní rodiny téma společensky kontroverzní, jež může být interpretováno v kontextu americké metafory „kulturní války“, ve které se střetávají v rámci veřejných diskuzí i vlastního politického procesu dva či více hodnotově založených pohledů na svět. Další, univerzálnější interpretační hodnotu však může mít pojem hegemonie (A. Gramsci).
Společenské (ať negativní či pozitivní) postoje k homosexualitě, homoparentalitě a manželství osob stejného pohlaví mohou být dávány do souvislosti například s náboženstvím/zbožností, genderem, tendencemi k autoritářství/volnomyšlenkářství, politickou orientací, sexuální identitou, socializací, životními styly nebo homofobií atp. Hodnotové zdroje těchto postojů jsou velmi komplexní. Například podle studie politologa H. F. Weisberga jsou důležitým zdrojem politických postojů americké veřejnosti morální predispozice, které předurčují postoje veřejnosti ke konkrétním sociálním a kulturním problémům. Weisberg hovoří o dvou typech morálních predispozic: o morálním tradicionalismu a morálních soudech. V případě morálního tradicionalismu Weisberg akcentuje, že jde o společenský důraz na rodinné hodnoty a sociální organizace. Morální soud se týká hodnotících pohledů na odlišné životní styly jiných lidí a týká se právě homosexuality a nebo neformálního soužití. V rámci této interpretace se tedy otázka homoparentality dotýká obou zmíněných zdrojů morálních predispozic v americké politice, i když jejich praktické fungování ve společnosti je jen stěží oddělitelné. S jistou mírou zobecnění lze pojmy morálního tradicionalismu a morálních soudů aplikovat také v jiných, neamerických kontextech.

### Příklady postojové argumentace v rámci veřejného diskurzu
Odmítavé postoje (obecně označované často jako "konzervativní") užívají většinou nábožensko-morální argumenty, které připomínají společenský či náboženský ale i biologický (reprodukční) význam tradiční rodiny a její roli v uspořádání současného řádu, společnosti a státu. S tím souvisí i další argument, jež pojímá manželství a rodinu jako společenské instituce reprodukčního charakteru a tedy namítá, že stejnopohlavní manželství a rodina tyto ustálené instituce principiálně podrývají. Tyto dvě argumentace se často prolínají.
Ilustrativním příkladem obecně sdíleného odmítavého postoje k homosexuální rodině založeného na této argumentaci může být stanovisko např. amerického prezidenta G.W. Bushe reprezentujícího část politického spektra v USA: „Věřím, že manželství je svazkem mezi mužem a ženou a věřím, že je to posvátná instituce svým významem kritická pro zdraví naší společnosti a pro obecné blaho rodin a musí být bráněna.“ Současný prezident Barack Obama v roce 2004 prohlásil: „Jsem křesťan. A tak, jakkoliv se snažím, aby moje náboženská víra nedominovala nebo neovlivňovala moje politické nahlížení této problematiky, věřím, že tradice a moje náboženská víra říkají, že manželství je něco posvátného mezi mužem a ženou.“ Nicméně v jiném, již prezidentském projevu (2009) se Obama vyslovil následovně: „Podporuji zajištění toho, aby sobě oddané homosexuální páry měly stejná práva a povinnosti jako jakýkoliv manželský pár v této zemi“ (aniž by jmenoval konkrétně institut stejnopohlavního manželství).
Katolická církev je dlouhodobě v opozici vůči výchově dětí v homoparentálních rodinách a zdůrazňuje ve své argumentaci například význam „stability pro děti, která pochází od rodičů protikladných genderů, kteří mohou nabídnout odlišné modely rolí“. Obecný postoj katolické církve k homoparentalitě vychází z jejího pojetí rodiny: „Muž a žena spojeni v manželství tvoří spolu se svými dětmi rodinu. Tato instituce předchází jakémukoliv uznání ze strany veřejné moci; nadto ji převyšuje svým významem. Rodina se bude považovat za normální vztah, podle něhož se mají hodnotit různé způsoby příbuzenství.“ Například přijetí zákona o sňatcích homosexuálů (Zákon o rovnosti) v Argentině oponovala katolická církev. Laplatský arcibiskup Héctor Aguer svolal na 13. července 2010 lidové manifestace proti přijetí tohoto zákona argentinským parlamentem (argentinský senát zákon projednával 14. července 2010). Arcibiskup Aguer ve své argumentaci reflektoval podobné argumenty jako i jiní kritici, a zvláště pak artikuloval otázky výchovy dětí v rodině homosexuálů. Aguer hovořil o: „...celkovém narušení rodinného práva a dalších oblastí práva ve vztahu k instituci manželství. K pokusu o asimilaci manželství osob stejného pohlaví patří také jejich právo na adopce dětí. Nejlepší zájmy dítěte budou narušeny, protože dítě musí mít mámu a tátu a má na to právo. Tato sexuální diverzita je nenahraditelným bohatstvím, má vliv při výchově a vzdělání dítěte a harmonizuje jeho osobností vývoj.“ Aguer se také vyjádřil k otázce diskriminace: „Pseudopokrokové argumenty užívají přízraku diskriminace. Není žádná taková věc. Vyslovit reálné rozdíly není diskriminace. Občanský zákoník uznává přirozenou skutečnost, když vyžaduje, že manželství je věc mezi mužem a ženou.“
Obdobné přesvědčení o nezbytnosti dvou odlišných genderových vzorů u osob vychovávajících dítě pro jeho vývoj se objevuje také v českém politickém prostředí při diskuzích o možnosti adopcí dětí homosexuálními páry. Např. Karel Schwarzenberg, předseda TOP 09, vyjádřil nesouhlas s právem na adopci dětí gayi a lesbami: „Dítě pro správný vývoj potřebuje matku i otce. To nenahradí ani dvě mámy, ani dva otcové." Od počátku devadesátých let dvacátého století však panuje mezi odborníky významná shoda na tom, že děti nepotřebují otce a matku ke zdravému vývoji, a tuto skutečnost se lze dozvědět studiem vývojové psychologie na Univerzitě v Cambridgi.
Už v době projednávání návrhu zákona o registrovaném partnerství se objevily obavy některých poslanců z toho, že by registrovaní mohli adoptovat děti, což přijatý zákon nakonec výslovně zakázal. Podobný názor vyslovil i prezident Václav Klaus, když zákon o registrovaném partnerství v únoru 2006 nepodepsal a vrátil Poslanecké sněmovně: „Slovo rodina pochází od slova rodit a ne náhodou jsou rodiče a děti (byť se to vždy nezdaří) jejím elementárním atributem. (...) Je to zákon, který relativizuje vztah státu k základní buňce společnosti, kterou vždy byla, je a být musí rodina.“ Tyto projevy ukazují na rozporuplnost univerzálního pojetí občanských práv v demokratické společnosti a hodnotových postojů k instituci rodiny a výchovy dětí v rodině.
Výše zmíněné výhrady jsou vesměs vázány více na legislativní podporu homoparentálních rodin (potažmo též samotného stejnopohlavního soužití), nežli na samotnou jejich faktickou existenci. Souvisí zejména se sociálním a právním statusem členů těchto rodin. V praxi je tak společenská diskuze redukována na otázku adopcí, zatímco realita jedinců a jejich rodin je komplexnější. Dlouhodobé společenské přesvědčení o neslučitelnosti rodičovské a gay/lesbické identity a současně i společenská neviditelnost homoparentálních rodin je pravděpodobně zdrojem běžně rozšířeného dojmu, že rodičovství leseb a gayů by teprve mohlo potenciálně začít vznikat na základě schválení právních norem. Rovněž v české společnosti se téma rodičovství leseb a gayů stalo předmětem veřejného zájmu v 90. letech 20. století spolu s otázkou legislativní úpravy stejnopohlavního soužití. K roku 2010 právní podporu rodičovství homosexuálních párů shodně odmítaly všechny české parlamentní strany, ČSSD, ODS, TOP 09, KSČM i Věci veřejné. Osvojení dětí stejnopohlavními páry žijícími v registrovaném partnerství z politických stran s vyšší než 2% podporou voličů v parlamentních volbách roku 2010 podporovala pouze Strana zelených a lídryně Suverenity Jana Bobošíková.
Kontroverze budí také jiné otázky spojené s homoparentální rodinou jako je například užití nových reprodukčních technologií, a to nejen z nábožensko-morálního pohledu, ale i z pohledu lidských práv a práva obecně.
V opačném názorovém táboře lze například nalézt argumentaci vycházející z myšlenky občanských a lidských práv a politických hodnot jako jsou tolerance, svoboda a rovnost. Převažují v nich spíše sekulární (ale nikoliv výlučně sekulární) demokratické hodnoty zakotvené v politice uznání, která považuje tyto hodnoty za univerzálně platné. Nicméně v této souvislosti je nutné podotknout, že v tomto smyslu právo na rodinu vyjadřuje rovněž hodnotový postoj zdůrazňující rodinné hodnoty a liší se pouze v tom, že ji tvoří dva rodiče stejného pohlaví. Například petice českých LGBT aktivistů STUD v dubnu 2010 se na význam rodinných hodnot nepřímo odvolávala, když vyjádřila přesvědčení, že „paušálním vyloučením potenciálních adoptivních rodičů bez pádného důvodu se jim (dětem) omezují příležitosti vyrůstat v láskyplném a harmonickém prostředí mimo dětské domovy, které mají být vždy jen náhradním řešením.“ a vyjádřila přesvědčení, že „lesby a gayové mohou být dobrými rodiči“. V kontextu katolickou církví organizovaných protestů (na 13. července 2010) proti přijetí argentinského zákona umožňujícího stejnopohlavní manželství předsedkyně Argentinské federace LGTB María Rachid řekla, že „protest 13. července je proti rovnosti, proti mnoha rodinám, které už v Argentině existují a proti právům mnoha dětí, které dnes nemají přístup ke stejné státní ochraně jako děti ostatních rodin“, čímž se znovu odvolávala na univerzální uplatnění rovnosti.
V souvislosti s tímto souborem argumentací se někdy hovoří o takzvaném sexuálním občanství, jehož součástí je nový důraz na sexuální práva a identitu jednotlivce v rámci instituce občanství, v rámci něhož se jedná o snahy po institucionálním uznání v tomto případě stejnopohlavního manželství a rodiny.

### Veřejné mínění ve vztahu k homosexualitě, stejnopohlavnímu manželství a homoparentalitě
Také v empirické rovině jsou postoje k homosexualitě (a potažmo k homoparentalitě) často nejednoznačné a liší se ve vztahu ke konkrétním tématům. Výzkumy veřejného mínění se většinou zaměřují na širší soubor otázek, tj. na obecné postoje k homosexuálům, na jejich práva, registrované partnerství, manželství a konečně práva na adopci. Otázky týkající se biologického rodičovství nejsou ve výzkumech reflektovány.
- Česká republika:

Průzkum veřejnoprávní agentury CVVM z roku 2020 zjistil, že stejnopohlavní manželství více lidí odmítá (37 %), než podporuje (34 %). Občanů, kteří nesouhlasí s tvrzením, že stejnopohlavní pár dokáže vychovat dítě stejně dobře jako pár muže a ženy, je také více (36 % nesouhlasí, 31 % souhlasí).
Výzkum veřejného mínění agentury CVVM z roku 2011 ukázal, že téměř polovina (45 %) respondentů (spíše) souhlasí s tím, že by homosexuálové měli mít právo na uzavření sňatku a 72 % (spíše) akceptuje jejich právo na registrované partnerství, ale jenom 33 % je pro to, aby mohli adoptovat děti (přičemž není zmíněna otázka možnosti faktické existence homoparentálních rodin).
Socioložka Sokolová tento rozpor nazývá „podmínečnou tolerancí“, tj. homosexualita a její nositelé jsou akceptováni do té míry, dokud nepřekračují určité hranice, vymezené mimo jiné tradičním vnímáním manželství a rodiny jako heterosexuální instituce, do níž lesby a gayové nepatří.
Z výzkumu CVVM zároveň vyplývá, že od roku 2005 podíl kladně odpovídajících respondentů pozvolna rostl (2005: 19 %, 2007: 22 %, 2008: 23 %, 2009: 27 %, 2010: 29 %, 2011: 33 %). Jiný průzkum z roku 2012 uvádí až 42% souhlas s adopcí dětí homosexuálními páry.
Starší výzkum veřejného mínění agentury CVVM uveřejněný v roce 2005 dával české postoje k homosexuálům a adopcím dětí homosexuálními páry do srovnání s ostatními zeměmi visegrádské čtyřky. V rámci tohoto šetření bylo 32 % Čechů pro právo homosexuálů na svatbu, 62 % souhlasilo (nebo spíše souhlasilo) s právem na registrované partnerství, ale jen 16 % souhlasilo s adopcí dětí. V Polsku bylo pro (spíše pro) svatbu 21 %, 42 % pro (spíše pro) registrované partnerství a pro adopce jen 9 % respondentů, na Slovensku se svatbou (spíše) souhlasilo 24 %, 39 % s registrovaný partnerstvím a s adopcemi 14 % respondentů. Konečně v Maďarsku se jednalo o 25 % respondentů podporujících právo na svatbu, 36 % registrované partnerství a 14 % bylo pro možnost adopce. Zajímavý byl nízký podíl respondentů, kteří by znali gaye nebo lesbu ve svém okolí (tedy měli osobní zkušenost). V ČR šlo o 43 %, v Polsku o 14 %, v SR o 30 % a v Maďarsku o 8 % respondentů.
- Evropská unie:

Výzkum veřejného mínění v EU Eurobarometr se věnoval v roce 2006 monitorování postojů k sňatkům a adopcím homosexuálů. Se sňatky souhlasilo celkem 44 % Evropanů (nejvíce v Nizozemí 82 % a nejméně v Lotyšsku 12 %). Naopak nesouhlasilo celkem 49 %. Celkem 32 % Evropanů souhlasilo s možností adopce dětí homosexuály (nejvíce v Nizozemí 69 % a nejméně v Polsku 8 %). Celkem 61 % nesouhlasilo. V případě otázky adopcí vyjádřilo souhlas celkem 44 % voličů levice, 33 % centristických stran a 24 % pravice. Naopak nejvíce nesouhlasilo voličů pravice (72 %), dále centra (61 %) a levice 50 %.
- Polsko:

Podle výzkumů veřejného mínění jsou respondenti v případě Polska k homosexuálům méně otevření než v ČR. V roce 2008 41 % souhlasilo s právem gayů a leseb na registrované partnerství (48 % bylo proti). Pro manželství se ale vyjádřilo v tomto výzkumu jen 18 % a celkem 76 % bylo proti. V souvislosti s adopcemi dětí bylo celkem 90 % respondentů proti, jen 6 % pro a 4 % bylo nerozhodných. Tak jako v jiných zemích budí možnost adoptovat děti největší odpor a tak jako jinde se tento výzkum veřejného mínění neptal po biologickém rodičovství. Za zmínku stojí, že obecné postoje k homosexuálům jsou pozitivnější u těch Poláků, kteří mají osobní zkušenost s gayi nebo lesbami (tj. znají osobně gaye nebo lesbu).
- USA:

Nejnovější průzkumy veřejného mínění v USA ukazují, že většina obyvatel podporuje uznání stejnopohlavních manželství a tato podpora dlouhodobě roste. V květnu 2011 Gallupův ústav zaznamenal nejvyšší meziroční nárůst podpory v historii měření a zároveň překonání symbolické 50% hranice, když počet příznivců zákonného uznání manželství gayů a leseb se stejnými právy jako tradiční manželství vzrostl na 53 % z 44 % v roce 2010 a počet odpůrců poklesl z 53 % na 45 %. Podle dubnového průzkumu CNN schvaluje zákonné uznání manželství gayů a leseb se stejnými právy jako tradiční manželství 51 % obyvatel a odmítá 47 % obyvatel. Březnový průzkum ABC News a Washington Post zaznamenal, že zákonné manželství stejnopohlavních párů schvaluje 53 % obyvatel a 44 % jej neschvaluje. Autoři průzkumu uvádí, že milník završuje dramatický dlouhodobý posun ve veřejných postojích a zmiňují pozoruhodné nárůsty podpory v posledních 5 letech napříč věkovými i politickými skupinami obyvatel. Podle Gallupova ústavu považovalo v roce 2008 homosexualitu za přijatelný životní styl 57 % obyvatel (pro 40 % byl nepřijatelný), v roce 2009 se cítilo pohodlně v blízkosti gaye nebo lesby 78 % obyvatel (18 % nepohodlně) a podle 54 % obyvatel by měli mít gayové a lesby právo adoptovat děti (podle 44 % obyvatel by neměli). Otázkou samotného biologického rodičovství či výchovy dětí se tento výzkum nezabýval.

## Děti homoparentálních rodin v odborném diskurzu
Jak bylo zmíněno, u zrodu psychologického zájmu o problematiku gay a lesbických rodin stály rozvodové soudní pře, které zkoumaly zájmy dětí při rozhodování o svěření do péče lesbických matek. Právě tento aspekt homoparentality byl tedy během posledního čtvrtstoletí nejdůkladněji prozkoumán. Velký podíl studií je založen na srovnávání vybraných aspektů mezi lesbickou a heterosexuální populací.
Metaanalýza 21 psychologických studií z let 1981–1998 zjistila, že většina ve svých závěrech zdůrazňuje zjištěné podobnosti dětí z gay a lesbických rodin s dětmi z tzv. tradičních rodin, zatímco přehlíží malé, nicméně zajímavé rozdíly. Podle autorů analýzy je to způsobeno nadměrnou opatrností výzkumníků, pramenící z obavy, že odlišnost bude odpůrci homosexuality vysvětlována jako projev maladaptace (závadného vývoje). Politizace tématu tak negativně poznamenala další výzkum a autoři proto vyzvali k upuštění od srovnávání s ideálem heterosexuální rodiny a k nastolení přístupu, který odlišnost nevnímá a priori jako indikátor ne-/žádoucího vývoje. Zatímco výzkum jiných aspektů homosexuality považuje srovnávací paradigma za překonané, v oblasti homoparentality přetrvává. Britská sociální psycholožka Clarkeová identifikuje čtyři různá pojetí zkoumané jinakosti lesbických rodin, která v sobě nesou i určité ideologie:
1. Lesbické rodičovství se neliší od rodičovství heterosexuálního (pojetí je charakteristické pro psychology v oblasti gay a lesbických studií).
2. Lesbické rodičovství se liší od heterosexuálního a je svou podstatou deviantní, odlišnost od normy je vnímána jako zdroj ohrožení (zastáváno anti-gay psychology a pravicově orientovanými akademiky).
3. Lesbické rodičovství se liší od heterosexuálního a tyto rozdíly jsou chápány jako výzva k novému uchopení konceptů mateřství a rodiny (typicky zastáváno lesbickými feministickými autorkami mimo oblast psychologie).
4. Lesbické rodičovství se liší od heterosexuálního, ale rozdíly jsou způsobeny výhradně společenskou opresí a jsou tedy dočasné (kombinace 1. a 3. pojetí).

### Výzkumná zjištění
Například Americká asociace psychologů (APA) v roce 2005 vydala zprávu Lesbian and Gay Parenting, v níž shrnula dosavadní vědecké poznatky a přihlásila se k tezi o neexistujících rozdílech mezi heteroparentálními a homoparentálními rodinami. Zpráva APA se vyrovnávala s existující kritikou tím, že zdůraznila významný posun ve výzkumech homoparentální rodiny ve Spojených státech amerických i mimo ně. Jak shrnula jedna z autorek zprávy Ch. Patterson, kritici se zaměřili na nereprezentativnost příkladů použitých ve výzkumech, tedy zdůrazňovali, že výzkumy stavěly na malých vzorcích populace. Podle Patterson nejnovější výzkum začal brát v potaz širší populační databáze, takže výzkum pracuje s mnohem širší datovou základnou ve srovnání s minulostí. Dalším bodem kritiky bylo špatné nebo neexistující využití kontrolní skupiny v rámci výzkumu. Rané studie preferovaly skupinu rozvedených lesbických matek před jinými. Podle Patterson došlo v nejnovějším výzkumu k posunu směrem k většímu množství kontrolních skupin a typů homoparentálních rodin. I další bod kritiky, že výzkumy nebraly v potaz diverzitu lesbických a gay rodičovských komunit (především je zajímaly vzdělané rodiny ze střední třídy), byla reflektována novými studiemi z Velké Británie, Nizozemí nebo Belgie, které zahrnovaly větší množství různých typů rodin podle například etnického a socioekonomického klíče. Konečně i další kritika, která se týkala malých vzorků a problematického hodnocení procedur použitých při výzkumu, přispěla ke zlepšení novějšího výzkumu.
Ve svých závěrech zpráva APA zdůraznila, že neexistují empirické podklady k tvrzení, že lesby a gayové jsou nezpůsobilými rodiči. Například nebyly shledány žádné celkové rozdíly mezi lesbickými ženami a heterosexuálními ženami ohledně mentálního zdraví nebo přístupu k dětem. I gay otcové zvládají dělení rodičovských rolí dobře. Podle zprávy „…výzkum ukazuje, že lesbičtí a gay rodiče jsou stejně jako heterosexuální rodiče schopni poskytnout podpůrné prostředí pro děti.“ Obavy o genderovou identitu dětí ze stejnopohlavních rodin se podle zprávy nepotvrdily. Zpráva konstatovala, že na základě výzkumu nebylo prokázáno, že by děti z rodin homosexuálů vykazovaly těžkosti ohledně genderové identity, a že tyto děti spadají do typických limitů konvenčních pohlavních rolí. S ohledem na sexuální orientaci dětí studie nepotvrdila obavy o to, že se u dětí objevily zvýšené procento homosexuálů. Zpráva celkově shrnovala:
…neexistuje důkaz, který by ukazoval na to, že jsou lesbické ženy a gayové nezpůsobilými rodiči nebo že psychologický vývoj dětí lesbických žen a gayů je zhoršený ve vztahu k potomkům heterosexuálních rodičů. Ani jedna studie nezjistila, že by byly děti lesbických a gay rodičů znevýhodněny v nějakém významném ohledu ve vztahu k dětem heterosexuálních rodičů. Vskutku aktuální důkazy ukazují na to, že domácí prostředí poskytované lesbickými a gay rodiči je stejné jako to poskytnuté heterosexuálními rodiči s ohledem k podpoře a umožnění psychosociálního rozvoje dětí.

Zpráva APA zároveň připustila, že výzkum, který se týká rodičovství lesb a gayů, byl v té době stále poměrně omezený. Mnohem více bylo známo o dětech z lesbických rodin než z rodin gayů, málo studií se zabývalo potomky stejnopohlavních rodin v době dospívání a dospělosti. I přes existenci několika longitudinálních (dlouhodobých) studií bylo podle zprávy do budoucna dobré zdůraznit právě tuto formu výzkumu, stejně jako klást větší důraz na heterogenitu zkoumaných vzorků.
Americká akademie pediatrů v roce 2006 publikovala shrnutí výsledků výzkumu v žurnálu Pediatrics: „Existuje dostatek důkazů o tom, že děti vychovávané rodiči stejného pohlaví si vedou stejně dobře jako děti vychovávané heterosexuálními rodiči. Více než 25 let výzkumů zdokumentovalo, že neexistuje vztah mezi sexuální orientací rodičů a zdravým emočním, psychosociálním a behaviorálním vývojem dítěte. Tato data neukázala žádné riziko pro děti v důsledku výchovy v rodině s 1 nebo více homosexuálními rodiči. Svědomití a pečující dospělí, muži i ženy, heterosexuální nebo homosexuální mohou být vynikajícími rodiči. Práva, výhody a ochrany civilního manželství mohou tyto rodiny ještě více posílit.“
Gregory Herek, profesor psychologie na University of California at Davis, v roce 2006 publikoval pohled sociálních věd na stav výzkumu v žurnálu American Psychologist: „Navzdory značně různé kvalitě vzorků, návrhům výzkumů, způsobům měření a technikám pro analýzu dat se dosavadní výsledky pozoruhodně shodují. Empirické výzkumy dosud shodně nezjistily spojitost mezi prospěchem dětí a sexuální orientací jejich rodičů. Pokud by gayové, lesby nebo bisexuálové byli přirozeně méně schopnými rodiči než jinak srovnatelní heterosexuálové, jejich děti by vykazovaly problémy nezávisle na typu vzorku. To zcela jasně nebylo zjištěno. Kvůli trvalému neúspěchu vyvrátit nulovou hypotézu (o neexistujících rozdílech mezi dětmi rodičů sexuální menšiny a dětmi heterosexuálních rodičů) v této výzkumné literatuře leží důkazní empirické břemeno na těch, kteří tvrdí, že se dětem rodičů sexuální menšiny vede hůře než dětem heterosexuálních rodičů.“
Americká asociace psychologů, Americká asociace psychiatrů a (americká) Národní asociace sociálních pracovníků v roce 2007 podaly odborný přezkum vědecké a odborné literatury pro Nejvyšší soud v Kalifornii: „Neexistuje žádný vědecký základ pro názor, že gayové a lesby jsou jakkoliv méně vhodnými či schopnými rodiči než heterosexuální rodiče nebo že jsou jejich děti jakkoliv méně psychologicky zdravé a adjustované. Rodičovské schopnosti gayů a leseb a pozitivních důsledků pro jejich děti nejsou oblastí, kde nepanuje shoda důvěryhodných vědeckých výzkumníků. Prohlášení předních organizací expertů v této oblasti reflektují profesionální shodu na tom, že děti vychovávané lesbami nebo gayi se neliší v žádném podstatném ohledu od těch vychovávaných heterosexuálními rodiči. Žádný důvěryhodný empirický výzkum nenaznačuje opak. Povolení legálního uzavření sňatku stejnopohlavním párům nebude mít žádné škodlivé důsledky na děti vychovávané v různopohlavních rodinách, ale bude užitečné pro děti vychovávané stejnopohlavními páry.“
V roce 2009 doktorka Marina Rupp z Institutu pro výzkum rodiny na Univerzitě v Bambergu publikovala výsledky rozsáhlého reprezentativního výzkumu pokrývajícím 693 z odhadovaného celkového množství 2200 dětí vyrůstajících u registrovaných partnerů, přičemž 95 dětí bylo osobně dotazováno. Výsledky ukázaly, že děti a adolescenti prochází podobně kvalitním vývojem jako v jiných rodinných uspořádáních a vývoj ovlivňují velmi podobné faktory. Klíčová není struktura rodiny, ale kvalita vztahů v rodině.
Timothy J. Biblarz, profesor a vedoucí katedry sociologie University of Southern California, a Judith Stacey, profesorka sociální a kulturní analýzy a vedoucí vysokoškolského studia New York University, publikovali v roce 2010 v žurnálu Journal of Marriage and Family metaanalýzu 81 studií od roku 1990 porovnávající výchovu dětí homosexuálními a heterosexuálními rodiči a konstatovali: „Žádný výzkum nepodporuje široce zastoupené přesvědčení, že prospěch dětí je ovlivněn pohlavím rodičů.“
Vývojový psycholog Michael Lamb v lednu 2010 při podávání odborného svědectví v případě Perry versus Schwarzenegger během výslechu uvedl: "Recenzní řízení je procedura užívaná profesními žurnály a publikacemi k zajištění toho, aby publikované články a správně provedené studie i získané výsledky byly správně analyzované do širšího množství literatury na dané téma." a během křížového výslechu na otázku "A budete souhlasit s tím, že podle některých tvrzení jsou vzorky (do studií) vybírány převážně ze zkušeností jednotlivých gayů a leseb patřící mezi bělochy ve střední třídě a nereflektují plný rozsah gay a lesbické komunity." odpověděl "Ne, to by nebyla pravda." Soudce v rozsudku uvedl, že vzdělání a zkušenosti svědčí o tom, že byl více než dostatečně kvalifikován pro poskytnutí důvěryhodného odborného svědectví v oblasti vývojové psychologie dětí a vývojové psychologie dětí vychovávaných gay a lesbickými rodiči.
V roce 2011 poskytl Michael Lamb další expertní svědectví v případě Windsor versus Spojené státy americké, v němž pod hrozbou postihu za křivé svědectví uvedl: "... nevědecké zdroje jsou v zásadě nedůvěryhodné ... Výzkum zaměřený na rodiče stejného pohlaví je robustní a splňuje přísné metodologické standardy vyžadované pro publikaci v předních akademických žurnálech. Neexistuje prostě žádný základ pro zavržení tohoto výzkumu jako neplatného nebo nespolehlivého pro metodologické nedostatky."
Stručný souhrn dosavadních výzkumných zjištění:
- Psychosexuální vývoj – obecně se očekává vliv přítomnosti homosexuality a porušení klasické komplementarity mužského a ženského prvku na zdravý vývoj dětí zejména ve třech aspektech:
  - Genderová identita: Ukázalo se, že v utváření genderové identity se děti vyrůstající s lesbickými matkami od svých vrstevníků s heterosexuálními rodiči neliší.[119][120][121][122][123][124] Děti se identifikovaly v souladu se svým biologickým pohlavím, byly s tím spokojené a nevyjadřovaly přání ji změnit.
  - Genderové role a chování: Sledované děti se zásadně nelišily v projevech chování odpovídajících jejich genderové roli. Preferovaly genderově tradiční volbu hraček, aktivit, dětských přátel a sdíleli podobné představy o rozdělení rolí v domácnosti apod. Projevy dětí vychovávaných lesbickými matkami odpovídají tradičnímu pojetí mužského a ženského chování, a to i přesto, že lesbické matky vykazovaly tendenci volit méně genderově konvenční výchovné strategie. Zajímavým ale statisticky nevýznamným rozdílem je, že dcery lesbických matek si častěji než synové hrály a oblékaly se způsobem méně zakotveným v tradičních rolových stereotypech, vyjadřovaly větší aspirace k genderově netradičním povoláním, zatímco synové vykazovali menší tendence k agresivním násilným hrám a byli matkami podporováni k tomu, aby své emoce spíše vyjadřovali než potlačovali.
  - Sexuální orientace: Některé studie potvrdily možnost většího výskytu homosexuální orientace u dětí homosexuálních rodičů,[10] např. i v longitudinálních pozorováních dětí, které se do homosexuálních rodin narodily.[125]
- Osobnostní vývoj – kromě sexuální orientace byly sledovány zejména proces separace-individuace, psychické zdraví, well-being, behaviorální problémy, sebepojetí, místo kontroly, morální vývoj a inteligence, přičemž v žádné z těchto oblastí nebyly zjištěny statisticky významné rozdíly mezi dětmi z lesbických a tradičních rodin.
- Interpersonální vztahy – primárně byly zkoumány vztahy v rámci rodiny, s dalšími dospělými osobami a vrstevníky, přičemž u dětí školního věku se prokázaly typické vzorce budování a fungování vrstevnických vztahů, zpětně se nepovažovaly za šikanované nebo pronásledované, častěji si však ve srovnání s vrstevníky z heterosexuálních rodin vybavovaly ty zážitky, které měly sexuální podtext (homofobní poznámky a narážky). Neprokázal se vliv odlišného uspořádání rodiny ani sexuální orientace matky na kvalitu vztahů adolescentů s rodiči, ani v longitudinálních (dlouhodobých) výzkumech. Respondenti vychovaní rozvedenou lesbickou matkou a její partnerkou popisovali vztah k matčině partnerce pozitivněji, než tomu bylo v případě jejich vrstevníků z heterosexuálních rodin ve vztahu k novému mužskému partnerovi jejich matky (což bylo vysvětlováno tak, že partnerka byla dětmi vnímána spíše jako autorita „navíc“ nežli jako „náhrada“ za biologického otce). Většina zkoumaných dětí též udržovala pravidelný kontakt se svými prarodiči, který se ve frekvenci ani kvalitě nelišil od dětí s heterosexuálními rodiči.
- Školní prospěch – v oblasti školního prospěchu existují studie, které poukazují na nezhoršený[126] prospěch dětí homosexuálních rodičů.

N. Gartrell a H. Bos v roce 2010 publikovaly výsledky longitudinální studie psychologického stavu sedmnáctiletých adolescentů vychovávaných od narození stejnopohlavními (lesbickými) páry. Autorky zaznamenaly, že děti vychovávané lesbickými páry mají v řadě oblastí výchovy i vzdělávání signifikantě lepší výsledky, než by odpovídalo průměru v USA. Samy autorky uvádějí, že lepší výsledky mohou být alespoň částečně vysvětleny aktivnějším přístupem k rodičovství. Autorky připouští i další omezení, a proto zjištění interpretují tak, že děti, které jsou od narození vychovávány stejnopohlavními páry, nejsou ve svém psychickém vývoji nijak poškozeny.
Byly publikovány i studie, které ukazují na rozdíly např. v oblasti sexuální orientace.
Hrstka zdrojů naznačujících, že rodiče stejného pohlaví mohou mít negativní vliv na děti, trpí podle autorit závažnými metodologickými chybami a nereflektuje současný stav vědeckého poznání. Konsesus na téma stejnopohlavního rodičovství nemohl být narušen v roce 2012 studií sociologa Marka Regneruse, protože podle vyjádření Americké asociace sociologů pro Nejvyšší soud v USA „tato práce nikdy nezkoumala děti vychovávané rodiči stejného pohlaví … je chybná a nepodkopává společenskovědní konsensus.“ 

### České studie zabývající se homoparentalitou
Jednou z prvních původních studií rodičovství párů stejného pohlaví je kniha psycholožky Evy Poláškové Plánovaná lesbická rodina z roku 2006, kterou následovala sociologická studie Matky kuráže od Kateřiny Nedbálkové (2011). V roce 2015 publikovala socioložka Petra Kutálková studii Duhové rodiny ve stínu státu a v roce 2021 vydala Olga Nešporová z Výzkumného ústavu práce a sociálních věcí studii Homoparentální rodiny. Pozici reprodukčních technologií se věnovali ve svém článku Hana Hašková a Zdeněk Sloboda (2018) a situaci dospívajících dětí v tzv. sešívaných rodinách opět Petra Kutálková (2018). Plánováním rodiny v lesbických párech se zabýval sexuolog Pavel Turčan s kolektivem. V Sociologickém ústavu AV ČR pod vedením socioložky Hany Maříkové vzniklo v rámci projektu homoparentality (2018-2020) několik studií na téma rodičovsých tužeb, intencí a plánů gayů, leseb a bisexuálních žen a mužů. Zdeněk Sloboda se věnoval vztahu registrovaného partnerství a homoparentality ve svém článku v časopise Gender a výzkum v roce 2021, specificky právními aspekty se zabývala Kateřina Burešová ve své knize z roku 2020.

## Psychologie rodičovské zkušenosti
Rodičovství představuje samo o sobě zátěž a ta je v případě lesbických a gay rodin ještě navýšena o další faktory. Jsou vystaveny specifickým stresorům vázaným na jejich „jinakost“. Jde zejména o absenci informací a vzorců chování, společenskou neakceptaci těchto rodinných modelů, právní vakuum, otázky kolem postavení sociálního (nebiologického) rodiče či nedostupnost legální asistované reprodukce. Může k tomu přistupovat i absence podpůrných sítí gay a lesbických rodičů a pocit reprezentační zodpovědnosti (že by případné osobní selhání vrhlo stín na homoparentální rodiny jako takové).
Zatímco v případě lesbických matek bývá v pohledu okolí jejich domnělá rodičovská nekompetence z titulu sexuální orientace vyvažována ženskou genderovou kompetencí, u gayů-otců se tyto dva faktory (sexuální orientace a mužský gender) sčítají, a ti tak svojí existencí narušují více stereotypů najednou. Ve spojitosti s tím čelí gay rodiny větším osobním dilematům i diskriminačním předsudkům než rodiny lesbické.
U plánovaných lesbických rodin psycholožka Polášková rozpoznává osm klíčových rozhodnutí v procesu přechodu k rodičovství:
- před narozením dítěte:
  1. rozhodnutí k rodičovství (plánované lesbické rodiny obvykle nevnímají svou lesbickou identitu jako argument proti rodičovství, oproti lesbickým ženám, které se staly matkami v heterosexuálním vztahu),
  2. vyjednávání biologického rodičovství (která z partnerek bude matkou; často dochází u druhého dítěte k prostřídání),
  3. volba otce (tento muž nebývá vždy nutně považován za člena rodiny, jeho pozice souvisí i s obavami z rizika budoucího konfliktu),
  4. volba způsobu početí (preferována bývá „nesexuální“ cesta, a to jak kvůli neochotě ke styku s mužem, tak kvůli respektu k monogamii);
- po narození dítěte:
  1.  vyjednávání role nebiologického rodiče (lesbické rodičovství zakládá dva rozdílné statusy: biologické a sociální mateřství, přičemž jejich nerovnováha klade zvýšené nároky na partnerský vztah, sociální matka někdy nebývá okolím vnímána jako rodič, což oslabuje její pocit kompetence v této roli),
  2. rozdělení rolí (genderové rozdělení rolí v lesbických rodinách nefunguje, zčásti je nahrazováno kritériem biologického mateřství, zejména v raném věku dítěte);
- před i po narození:
  1.  tvorba rodinného jazyka (volba příjmení, oslovování rodičů dětmi, pojmenování rodinné jednotky, nazývání partnerky a příbuzenstva, oslovení biologického otce či pojmenování dárce),
  2. coming out (lesbické páry bývají popisovány jako neviditelné, mateřství však tuto anonymitu komplikuje, přináší nové situace nutící k „vyjití ven“ a vytváří nový rozměr osobní i partnerské identity; rovněž pro prarodiče nová situace znamená další kolo coming outu v pozici rodiče homosexuálního dítěte).